# Списак континената на Венери
На површини планете Венере до сада су именоване три велике континенталне масе које су изједначене са континетима, а које се сходно планетарној номенклатури Међународне астрономске уније означавају као тера (лат. Terra, terrae). Овакви облици рељефа присутни су још и на површини Марса. Све три тере имена су добиле по древним божанствима љубави.
Венерини континенти су следећи:
| Име           | Северна ширина | Западна дужина | Претпостављени пречник у км | Координантни систем | Откриће |
| ------------- | -------------- | -------------- | --------------------------- | ------------------- | ------- |
| Афродита тера | -5,8°          | 104,8°         | 10.000                      | +Е (0-360)          | 1979.   |
| Иштар тера    | 70,4°          | 27,5°          | 5.610                       | +Е (0-360)          | 1979.   |
| Лада тера     | -62,5°         | 20,0°          | 8.615                       | +Е (0-360)          | 1982.   |

- Афродита тера је име добила по грчкој богињи љубави Афродити (чији еквивалент у римској митологији је Венера). Налази се на јужној хемисфери, непосредно испод екватора, и са пречником од око 10.000 км највећи је морфолошки објекат на Венери.

- Иштар тера се налази на северној хемисфери и на њој се налази највиша тачка на Венери, Максвелова планина, висине око 11 км. Име је добила по древној вавилонској богињи Иштар.

- Лада тера се налази у подручју око јужног венериног пола које још увек није детаљније истражено. Име је добила по старословенској богињи лепоте, љубави и лета Лади.